# شهرستان دهوک

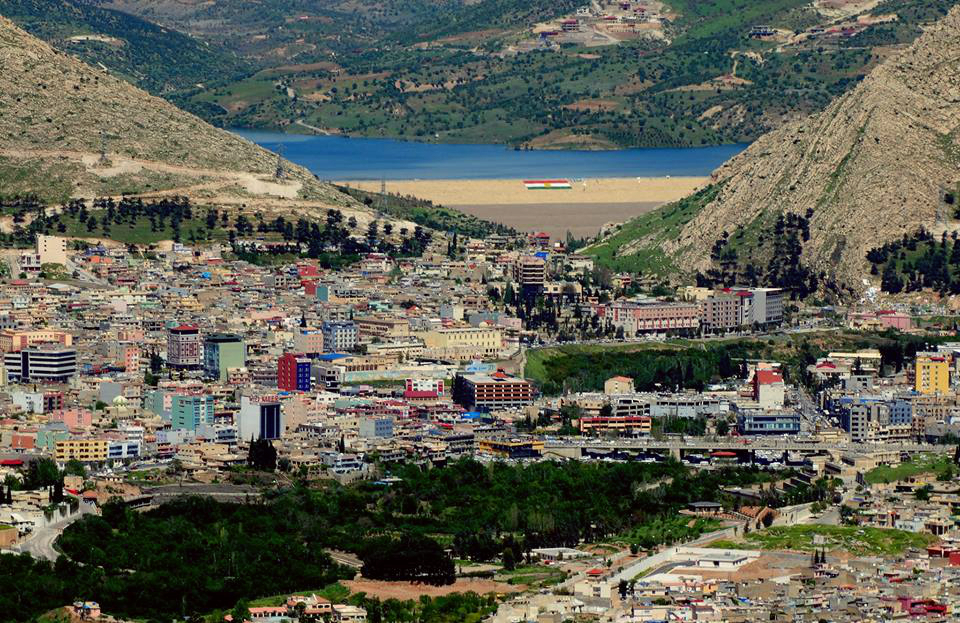
تصویری از دهوک به همراه منظره سد دهوک در پس زمینه

شهرستان دهوک یکی از چهار شهرستانی است که استان دهوک را در کردستان عراق تشکیل می‌دهد.